# Gran Turismo Concept
Gran Turismo Concept es un lanzamiento secundario dentro de la saga de videojuegos Gran Turismo. El juego está desarrollado por Polyphony Digital y fue lanzado para la plataforma PlayStation 2. El formato elegido fue el DVD. El juego fue lanzado el 1 de enero de 2002 en Japón y el 17 de julio de 2002 en Europa.
Básicamente el juego es una versión corta de Gran Turismo 3 debido a su motor gráfico, los circuitos y los soundtracks usados en el juego anterior, es decir, en GT3, pero con vehículos prototipo que aparecieron en las presentaciones de salones tanto por Tokio, Seúl y Ginebra que luego terminarían en Gran Turismo 4. Existen 3 versiones distintas del juego: Tokyo, Tokyo-Seoul y Tokyo-Geneva.
Gran Turismo Concept vendió 430.000 copias en Japón, un millón en Europa y 130.000 copias en el resto de Asia, habiendo vendido a día de hoy más de 1,5 millones de copias.

## Versiones

### Tokyo (2001)
La versión Tokyo 2001 contiene prototipos que aparecieron en la exposición del motor de Tokio de ese mismo año, incluyendo el Nissan GT-R Concept`01. Fue lanzada el 1 de enero de 2002.

### Tokyo-Seoul (2002)
La segunda versión fue lanzada en Corea el 16 de mayo de 2002 para celebrar el lanzamiento oficial de PlayStation 2 en ese país. Contiene los coches de la versión anterior y se añaden además coches de la exposición del motor de Seúl. Es el primer juego de la saga que contiene marcas como Hyundai.

### Tokyo-Geneva (2002)
La última versión fue lanzada en Europa el 17 de julio de 2002 y contiene todos los coches de la versión anterior incluyendo ahora coches del salón del motor de Ginebra como el Volkswagen W12. Contenía 30 coches nuevos con respecto a la primera versión, incluyendo el mítico Ford GT40 Le Mans Ed.
- Datos: Q1369501